# Bäddat för trubbel
Bäddat för trubbel är ett svenskt rockband från Malmö som bildades 2009. 
Bandet gör rock med låttexter på svenska. Skivorna är släppta på flera mindre bolag. 
Sångaren Andreas "Hjelle" Hjelmér släppte 2016 soloskivan "Högst medelmåttig".

## Medlemmar
- Andreas "Hjelle" Hjelmér – sång, gitarr
- "Esse" – gitarr
- Ola Nilsson – basgitarr
- Stefan "Piffe" Persson – trummor, slagverk, vibrafon

## Diskografi

### Album
- 2010 – Det Här Är Inte New York
- 2012 – Värdighet
- 2014 – Live på Nobe 2012-12-30
- 2015 – Två sjundedelar av ett liv

### EP/Singlar
- 2011 – ISO 9004
- 2013 – Dina vänner har rätt
- 2014 – Inte varit så tuff